# LPGA Tour 2014
De LPGA Tour 2014 was het 65ste seizoen van de Ladies Professional Golf Association Tour. Het seizoen begon met de Bahamas LPGA Classic, in januari 2014, en eindigde met het CME Group Tour Championship, in november 2014. Er stonden 33 toernooien op de agenda.

## Kalender
| Data  | Data  | Toernooi                           | Stad              | Winnaar          | Score  | Score  | Info                                 |
| ----- | ----- | ---------------------------------- | ----------------- | ---------------- | ------ | ------ | ------------------------------------ |
| 23-01 | 26-01 | Pure Silk-Bahamas LPGA Classic     | Paradise Island   | Jessica Korda    | 273    | –19    |                                      |
| 13-02 | 16-02 | ISPS Handa Women's Australian Open | Cheltenham        | Karrie Webb      | 276    | –12    |                                      |
| 20-02 | 23-02 | Honda LPGA Thailand                | Chonburi          | Anna Nordqvist   | 273    | –15    |                                      |
| 27-02 | 02-03 | HSBC Women's Champions             | Singapore         | Paula Creamer po | 278    | –10    |                                      |
| 20-03 | 23-03 | JTBC Founders Cup                  | Phoenix           | Karrie Webb      | 269    | –19    |                                      |
| 27-03 | 30-03 | Kia Classic                        | Carlsbad          | Anna Nordqvist   | 275    | –13    |                                      |
| 03-04 | 06-04 | Kraft Nabisco Championship         | Rancho Mirage     | Lexi Thompson    | 274    | –14    |                                      |
| 16-04 | 19-04 | LPGA Lotte Championship            | Kapolei           | Michelle Wie     | 274    | –14    |                                      |
| 24-04 | 27-04 | Swinging Skirts LPGA Classic       | Daly City         | Lydia Ko         | 276    | –12    | Nieuw toernooi                       |
| 01-05 | 04-05 | North Texas LPGA Shootout          | Irving            | Stacy Lewis      | 268    | –16    |                                      |
| 15-05 | 18-05 | Kingsmill Championship             | Williamsburg      | Lizette Salas    | 271    | –13    |                                      |
| 22-05 | 25-05 | Airbus LPGA Classic                | Mobile            | Jessica Korda    | 268    | –20    |                                      |
| 30-05 | 01-06 | ShopRite LPGA Classic              | Galloway Township | Stacy Lewis      | 197    | –16    |                                      |
| 05-06 | 08-06 | Manulife Financial LPGA Classic    | Waterloo          | Inbee Park       | 261    | –23    |                                      |
| 19-06 | 22-06 | US Women's Open                    | Pinehurst         | Michelle Wie     | 278    | –2     |                                      |
| 27-06 | 29-06 | Walmart NW Arkansas Championship   | Rogers            | Stacy Lewis      | 201    | –11    |                                      |
| 10-07 | 13-07 | Ricoh Women's British Open         | Southport         | Mo Martin        | 287    | –1     |                                      |
| 17-07 | 20-07 | Marathon Classic                   | Sylvania          | Lydia Ko         | 269    | –15    |                                      |
| 24-07 | 27-07 | International Crown                | Owings Mills      | Spanje           | 15 ptn | 15 ptn | Nieuw toernooi (landenwedstrijd)     |
| 07-08 | 10-08 | Meijer LPGA Classic                | Grand Rapids      | Mirim Lee po     | 270    | –14    | Nieuw toernooi                       |
| 14-08 | 17-08 | Wegmans LPGA Championship          | Pittsford         | Inbee Park po    | 277    | –11    |                                      |
| 21-08 | 24-08 | Canadian Pacific Women's Open      | London            | Ryu So-yeon      | 265    | –23    |                                      |
| 28-08 | 31-08 | Portland Classic                   | Portland          | Austin Ernst po  | 274    | –14    |                                      |
| 11-09 | 14-09 | The Evian Championship             | Évian-les-Bains   | Kim Hyo-joo      | 273    | –11    |                                      |
| 18-09 | 21-09 | Yokohama Tire LPGA Classic         | Prattville        | Hur Mi-jung      | 267    | –21    |                                      |
| 02-10 | 05-10 | Reignwood LPGA Classic             | Beijing           | Mirim Lee        | 277    | –15    |                                      |
| 09-10 | 12-10 | Sime Darby LPGA Malaysia           | Kuala Lumpur      | Shanshan Feng    | 266    | –18    |                                      |
| 17-10 | 19-10 | LPGA KEB-HanaBank Championship     | Incheon           | Baek Kyu-jung    | 278    | –10    |                                      |
| 23-10 | 26-10 | Blue Bay LPGA                      | Hainan            | Lee-Anne Pace    | 200    | –19    | Nieuw toernooi (54-holes; regenweer) |
| 30-10 | 02-11 | LPGA Taiwan Championship           | Yangmei           | Inbee Park       | 266    | –22    |                                      |
| 07-11 | 09-11 | Mizuno Classic                     | Shima             | Lee Mi-hyang po  | 205    | –11    |                                      |
| 13-11 | 16-11 | Lorena Ochoa Invitational          | Guadalajara       | Christina Kim po | 273    | –15    |                                      |
| 20-11 | 23-11 | CME Group Tour Championship        | Naples            | Lydia Ko po      | 278    | –10    |                                      |

| Majors |  | po = winnares na play-off |